# Armand Seguin
Armand Seguin (1767 - 1835), fue un químico francés, ligado también al área de la fisiología y conocido por haber formado parte del grupo de trabajo de Lavoisier
Nacido en París y muerto en Châteauneuf-du-Faou, de su formación académica no se sabe mucho; se estima que realizó estudios en alguna rama de las ciencias que lo ligaron a la química y a la fisiología.

## Su carrera científica
Desde 1789 estuvo involucrado en por lo menos tres asuntos importantes en la investigación científica de Lavoisier: la síntesis del agua, la fisiología de la respiración y la transpiración -donde hizo las veces de cobaya humana- y en la determinación de técnicas de fusión y análisis del platino.
En 1790 fue asociado al consejo editorial de Annales de Chimie, revista de publicaciones químicas del grupo de Lavoisier.
Por haber sido asistente y miembro del consejo editorial hasta la muerte de Laviosier, su esposa quiso que preparara con ella las memorias de su marido. Esta colaboración terminó abruptamente. Según afirmó Madame Lavoisier, Marie-Anne Pierrette Paulze, Seguin daba demasiada importancia a su colaboración con el padre de la química moderna y además se negó a condenar públicamente a los asesinos de Lavoisier, como intentó hacer ella misma al editar las memorias, aunque sin éxito, porque el texto fue censurado.
Armand Seguin se desvinculó de la investigación en 1794, sin embargo todavía apareció un trabajo suyo, en colaboración, en 1804.

## Su carrera como industrial
En 1794 inventó una nueva forma de curtido de cueros que reducía a pocos días lo que en otros procesos llevaba meses. Como Francia estaba envuelta en grandes guerras su invención cobró una importancia relevante en el equipamiento de la caballería y del ejército franceses. La Convención Nacional le cedió la Île Seguin, en Boulogne Billancourt, donde instaló su planta de curtido de cueros, gracias a la cual se hizo inmensamente rico. En 1795 recibió 18.000 francos del gobierno para comenzar sus actividades.

## Sus publicaciones científicas
Por su cuenta publicó artículos en el área de farmacia, sin mayores repercusiones.
Descubrimiento y aislación como sustancia de la morfina, hecho en 1804 en colaboración con Courtois y Charles Derosne, pero no logran determinar la naturaleza de la sustancia. El mérito de descubrir que es un alcaloide corresponde al farmacéutico alemán Friedrich Wilhelm Adam Sertürner .
Trabajo publicado con Antoine François de Fourcroy y Louis Nicolas Vauquelin acerca de la composición del agua. Este documento propone que el agua sólo está compuesta de oxígeno e hidrógeno, dando la relación de pesos 2,052 : 1 para H:O en la molécula de agua.
Artículo publicado en conjunto con Lavoisier acerca del calor y la respiración animal, donde hace de cobaya humana. Este trabajo vino a refutar la teoría del calórico, pero se basa fundamentalmente en las ideas de Lavoisier y en la colaboración inestimable de su esposa, que le tradujo y criticó obras vitales para el trabajo del sabio.